# Katholische Friedhofskapelle St. Johannes der Täufer

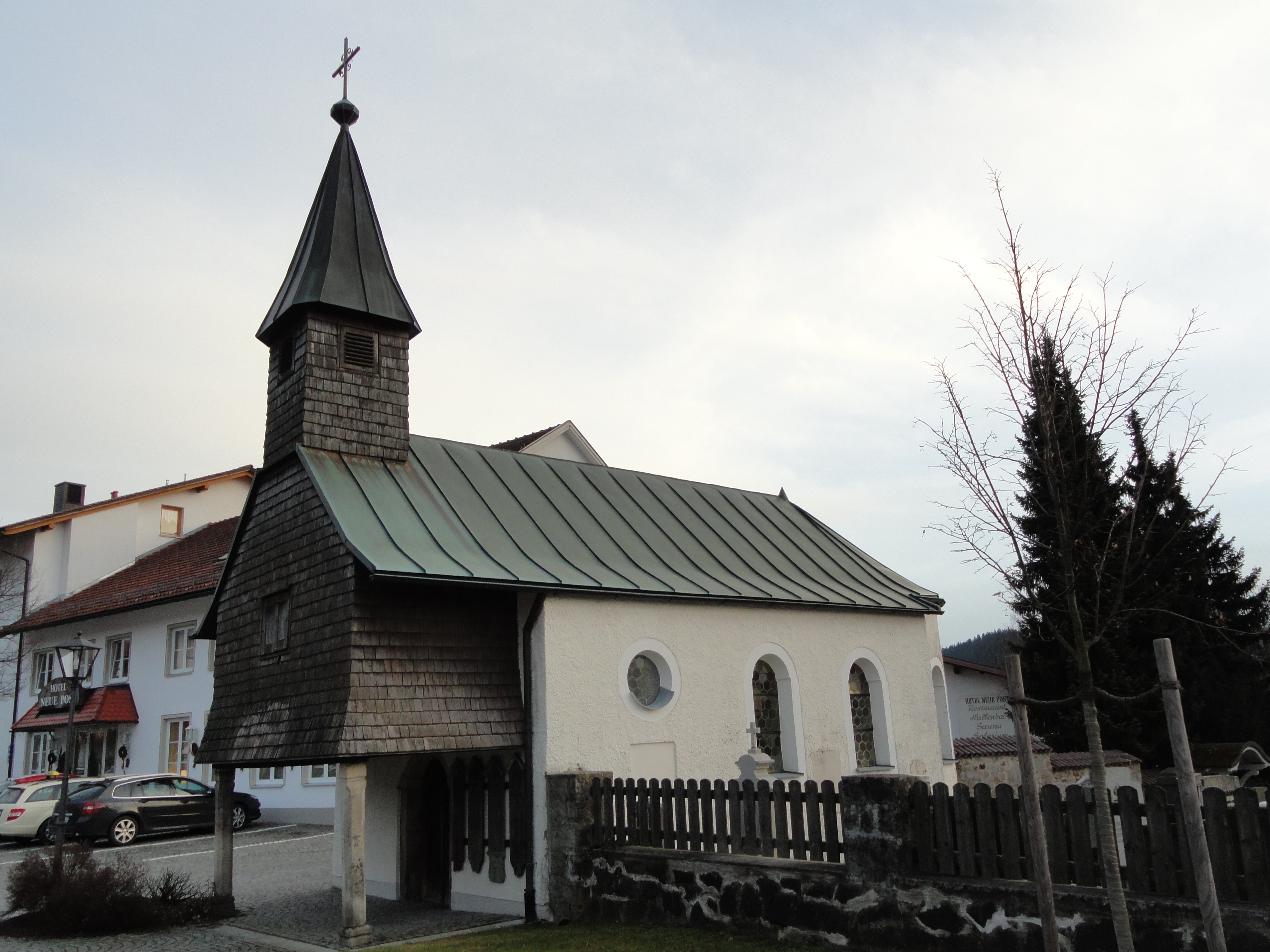
Katholische Friedhofskapelle St. Johannes der Täufer in Bodenmais

Die Friedhofskapelle St. Johannes der Täufer ist eine katholische Friedhofskapelle im Markt Bodenmais im niederbayerischen Landkreis Regen im Dekanat Deggendorf-Viechtach. Sie wird im Volksmund „Friedhofskircherl“ genannt.

## Geschichte
Das genaue Baujahr der Friedhofskapelle ist nicht überliefert. Die Errichtung muss jedoch zwischen 1789 und 1829 stattgefunden haben. 1789 wird der Pfarrfriedhof auf den „Bauernanger“ verlegt, nachdem der bisherige Standort rund um die Kirche den Bedürfnissen nicht mehr entsprach. Am 24. Juni 1829, dem Festtag des heiligen Johannes des Täufers, wird die Kapelle durch Pfarrer Johann Salegg benediziert. In den Jahren 2002/2003 fand eine umfangreiche Renovierung statt.

## Baubeschreibung

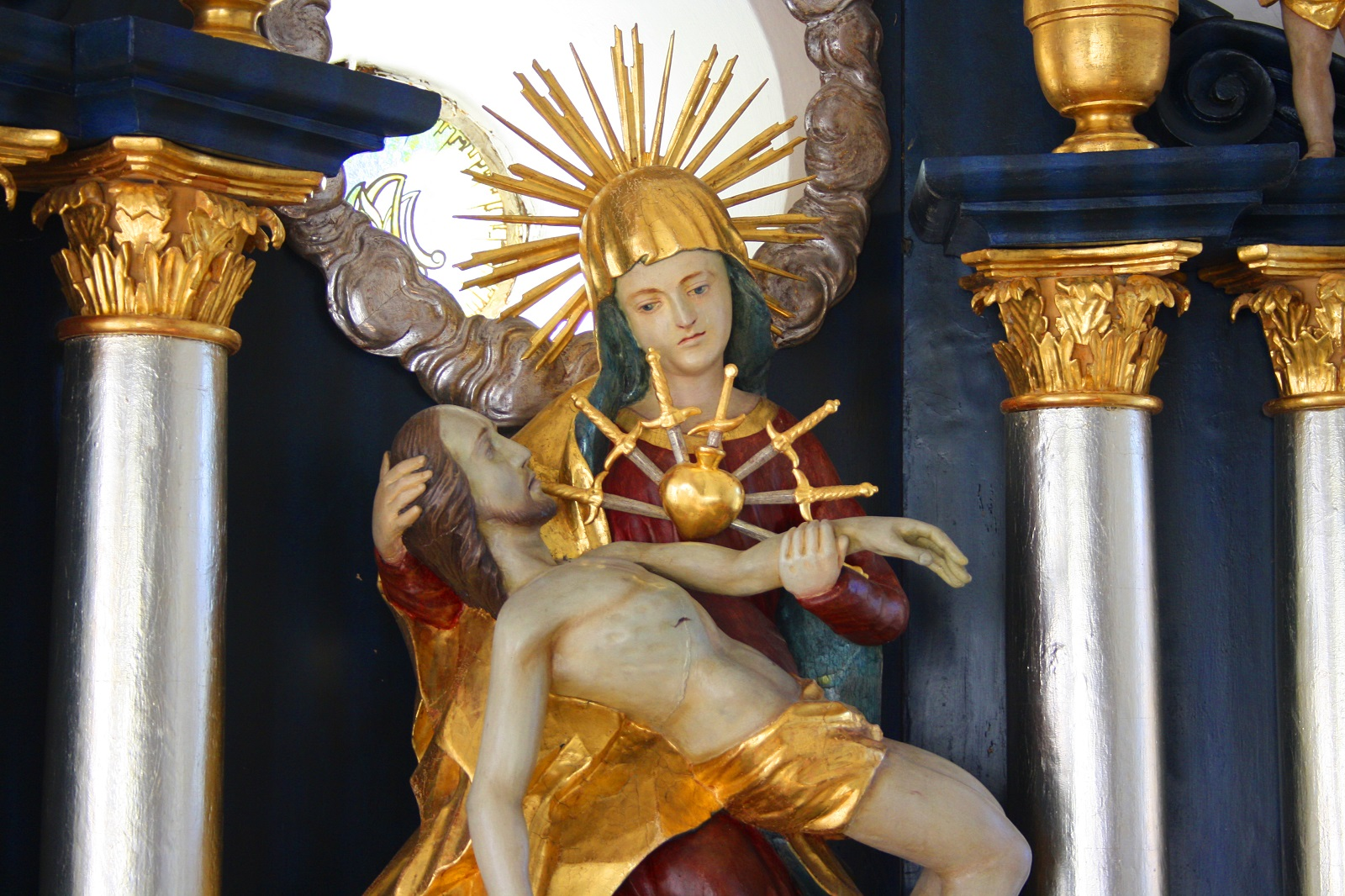
Pietà im Altar der Friedhofskapelle Bodenmais

Die Kapelle ist ein dreijochiger Bau mit halbrundem Abschluss und Satteldach. Wandpilaster und Rundbogenfenster gliedern den Bau. Das Tonnengewölbe ist mit Stichkappen versehen. Ein Dachreiter mit Spitzhelm trägt eine Glocke. Der wohl um 1826 geschaffene Altar im Rokokostil birgt eine Pietà-Madonna. Ursprünglich stand dort eine Johannes-Figur, die 1924 durch die jetzige Madonna ersetzt wurde. Diese wiederum stand zuvor ab 1875 im rechten Seitenaltar der Pfarrkirche. Das Chorbogenkruzifix ist eine Rokokoarbeit um 1750. Beachtenswert sind die 1826 geschaffenen Kreuzwegbilder, die 2006/2007 durch Kirchenmaler Sebastian von Zülow renoviert wurden.
Unter dem Vorbau der Kapelle wurden 2004 vom Verein „Bodenmaiser Geschichte und Kulturdenkmäler“ vier historische Totenbretter angebracht, die bis 1970 im Ortsteil Klause aufgestellt waren. Sie erinnern damit an die Totenbretter, die bis in die 1920er-Jahre entlang der Friedhofsmauer aufgestellt waren.

## Nutzung
Zweimal im Jahr wird in der Kapelle Eucharistie gefeiert: am Patroziniumstag (24. Juni) und am Gedenktag der Schmerzen Mariens (15. September). Daneben wird die Friedhofskapelle für das Oktoberrosenkranzgebet, Maiandachten und kleinere Andachten genutzt.